# Insolvenzmasse
Die Insolvenzmasse umfasst nach der Legaldefinition des § 35 Insolvenzordnung (InsO) das gesamte Vermögen, das dem Insolvenzschuldner zur Zeit der Eröffnung des Insolvenzverfahrens gehört und das er während des Verfahrens erlangt (sogenannter „Neuerwerb“). Die Gegenstände der Insolvenzmasse sind nach § 153 InsO in der Vermögensübersicht aufzulisten, um sie den Verbindlichkeiten des Schuldners gegenüberzustellen. Der Begriff der Insolvenzmasse ersetzt den Begriff der Konkursmasse des früheren Rechts.

## Bedeutung
Die Insolvenzmasse dient der Befriedigung der Gläubiger im Insolvenzverfahren im Wege der Gesamtvollstreckung. Nach der Aussonderung der nicht zum Verfahren gehörenden Vermögenswerte (z. B. aus Eigentum Dritter, etwa bei Kauf unter Eigentumsvorbehalt), der Berücksichtigung der Absonderungsrechte (aus Pfandrechten, aber auch etwas systemwidrig Sicherungseigentum, das aber wirtschaftlich eher einem Pfandrecht gleicht), der Anreicherung der Insolvenzmasse durch Rückgängigmachung von der Insolvenzanfechtung unterliegenden Rechtshandlungen, dem Abzug der Verfahrenskosten und der Befriedigung der Massegläubiger wird aus der dann noch vorhandenen Masse die Quote berechnet, nach der die Insolvenzgläubiger befriedigt werden. Zur Ermittlung der Insolvenzmasse wird inzwischen häufig spezielle Software benutzt, die aus vorhandenen Buchhaltungsdaten den zur Verfügung stehenden Betrag ermittelt.
Die grundsätzlich unpfändbaren Geschäftsunterlagen des Schuldners gehören nach § 36 Abs. 2 Satz 1 InsO auch zur Insolvenzmasse. Der Insolvenzverwalter benötigt diese, um das Gläubiger- und Masseverzeichnis erstellen zu können.
Vermögen, das der Schuldner während des Insolvenzverfahrens – also in der Zeit zwischen der Eröffnung und der Aufhebung oder Einstellung des Verfahrens – erwirbt, wird als Neuerwerb sofort Teil der Insolvenzmasse. Dies gilt z. B. für Erbschaften, aber auch für Lottogewinne.
Übt der Schuldner eine selbständige Tätigkeit aus oder beabsichtigt er, demnächst eine solche aufzunehmen, hat der Insolvenzverwalter laut § 35 Abs. 2 Satz 1 InsO ihm gegenüber zu erklären, ob Vermögen aus selbständiger Tätigkeit zur Insolvenzmasse gehört und ob Ansprüche aus dieser Tätigkeit im Insolvenzverfahren geltend gemacht werden können.

## Rechtsquellen
Die grundlegende Definition des § 35 InsO wird in den § 36, § 37 InsO in Teilbereichen näher ausgeführt. In § 36 Abs. 1 InsO sind wichtige Einschränkung enthalten. Zum einen wird klargestellt, dass Gegenstände, die nicht der Zwangsvollstreckung unterfallen, nicht zur Insolvenzmasse gehören (vgl. § 811 Zivilprozessordnung (ZPO)).
Die Vorschriften der §§ 850 ff. ZPO über die Zulässigkeit und den Umfang der Pfändung von Arbeitseinkommen oder des an dessen Stelle tretenden Einkommens werden mit wenigen Ausnahmen für entsprechend anwendbar erklärt. Bei einer natürlichen Person als Insolvenzschuldner verbleibt so zunächst der Grundbetrag in Höhe von 930 € monatlich pfändungsfrei (vgl. die Tabelle zu § 850c Abs. 1 ZPO).
Mit der Eröffnung des Insolvenzverfahrens verliert der Insolvenzschuldner die Verfügungsbefugnis über sein insolvenzbefangenes Vermögen, § 80 InsO. An seiner Stelle ist nunmehr der Insolvenzverwalter oder im Verbraucherinsolvenzverfahren nach § 304 InsO der Treuhänder (§ 292 InsO) allein verfügungsbefugt. Vor der Verfahrenseröffnung vorgenommene Rechtshandlungen kann der Insolvenzverwalter anfechten (Insolvenzanfechtung).